# 奇斯泰尼诺
奇斯泰尼诺（義大利語：Cisternino），是意大利布林迪西省的一个市镇。总面积54平方公里，人口11894人，人口密度220.3人/平方公里（2009年）。ISTAT代码为074005。